# Mikkel Thygesen
Mikkel Thygesen est un footballeur danois, né le 22 octobre 1984 à Copenhague au Danemark. Il évolue comme milieu offensif reconverti entraîneur.

## Biographie

### En sélection
Mikkel Thygesen a connu sa première sélection contre la République tchèque (1-1) le 15 novembre 2006 à Prague. Remplaçant au début de ce match amical, il remplace Christian Poulsen en seconde mi-temps.
Le Lundi 10 mai 2010, alors qu'il n'était plus apparu en sélection depuis 2008, il figure dans une présélection de 30 joueurs pour la Coupe du monde 2010, mais il n'est finalement pas retenu dans la liste définitive des 23.

## Parcours d'entraîneur
- depuis sep. 2023 :  FC Roskilde